# Рјабела (Бјела)
Рјабела је насеље у Италији у округу Бијела, региону Пијемонт.
Према процени из 2011. у насељу је живело 48 становника. Насеље се налази на надморској висини од 840 м.